# Dharavi
Dharavi (in hindi e marathi: धारावी) è una baraccopoli situata a Mumbai in India. Copre un'area di 2,17 km², è considerata una delle più grandi al mondo e la più grande dell'Asia La popolazione è più di un 1 milione di abitanti.